# حارة مهدي صالح (الشيخ عثمان)

تعديل مصدري - تعديل

حارة مهدي صالح هي إحدى حارات حي عبود الواقع بمديرية الشيخ عثمان التابعة لمحافظة عدن، بلغ تعداد سكانها 4654 نسمة حسب تعداد اليمن لعام 2004.